# Kingsley Coman
Kingsley Junior Coman (Parigi, 13 giugno 1996) è un calciatore francese, centrocampista o attaccante dell'Al-Nassr e della nazionale francese, con cui è diventato vicecampione d'Europa nel 2016 e vicecampione del mondo nel 2022.

## Biografia
È figlio di una coppia francese originaria della Guadalupa.
Nel luglio 2017 è stato sottoposto a fermo per violenza domestica nei confronti di una sua ex fidanzata; nel settembre dello stesso anno si è dichiarato colpevole davanti alla giustizia francese, accettando di corrispondere un risarcimento alla vittima.

## Caratteristiche tecniche
È un esterno offensivo ma anche trequartista molto tecnico, agile e veloce; agli esordi era considerato uno dei giovani più promettenti nel panorama europeo della sua generazione. Nonostante il destro naturale, si trova a suo agio partendo da sinistra vista la predisposizione a rientrare verso l'interno dell'area. Incursore, bravo nei passaggi essendo un buon assist-man, ha un ottimo dribbling e va anche in pressing rientrando ad aiutare a centrocampo.

## Carriera

### Club

#### Paris Saint-Germain
Muove i primi passi nel Senart-Moissy. All'età di otto anni si unisce al settore giovanile del Paris Saint-Germain, indirizzato da suo padre che era un sostenitore del club parigino. Compie tutta la trafila del vivaio, facendosi notare dagli addetti ai lavori nel corso della Youth League. Vince per due volte il premio Titì d'Or, assegnato ogni anno al miglior giovane calciatore francese.
Il 17 febbraio 2013 esordisce con la prima squadra del PSG nella partita di Ligue 1 persa per 2-3 contro il Sochaux, divenendo così il più giovane debuttante in Ligue 1 nella storia dei capitolini, all'età di sedici anni, otto mesi e quattro giorni. Al termine della stagione successiva decide di non rinnovare il suo contratto con i parigini e rimane quindi svincolato.

#### Juventus

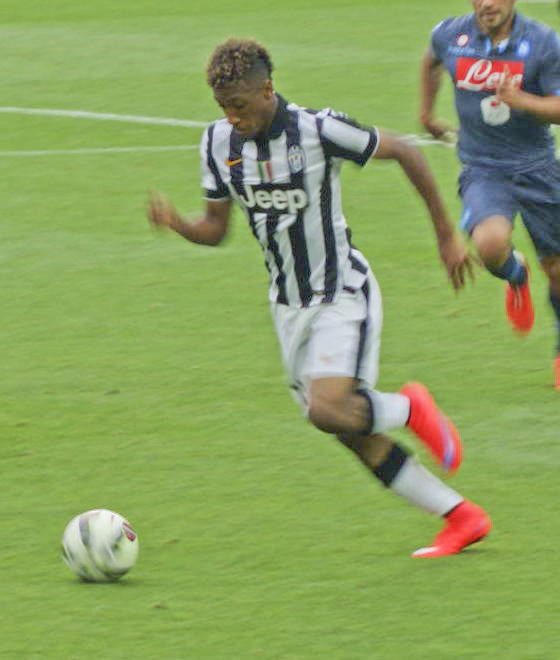
Coman in azione alla Juventus nel 2015

Nell'estate 2014, a diciotto anni, passa a titolo definitivo agli italiani della Juventus. Il calciatore esordisce in bianconero il 30 agosto successivo, giocando da titolare la partita inaugurale del campionato, una vittoria 1-0 in casa del Chievo; mette poi a referto il primo gol in maglia juventina il 15 gennaio 2015, siglando il definitivo 6-1 al Verona nella sfida valevole per gli ottavi di Coppa Italia. Al termine dell'annata a Torino, pur facendo parte delle seconde linee del club, può fregiarsi del double campionato-coppa nazionale, giocando anche uno scorcio della finale di UEFA Champions League persa dai bianconeri contro il Barcellona.
Inizia la stagione 2015-2016 tra le file juventine, vincendo l'8 agosto a Shanghai la Supercoppa italiana contro la Lazio.

#### Bayern Monaco
Il 30 agosto 2015 si trasferisce in prestito biennale ai tedeschi del Bayern Monaco per 7 milioni di euro, con diritto di riscatto fissato a 21 milioni.

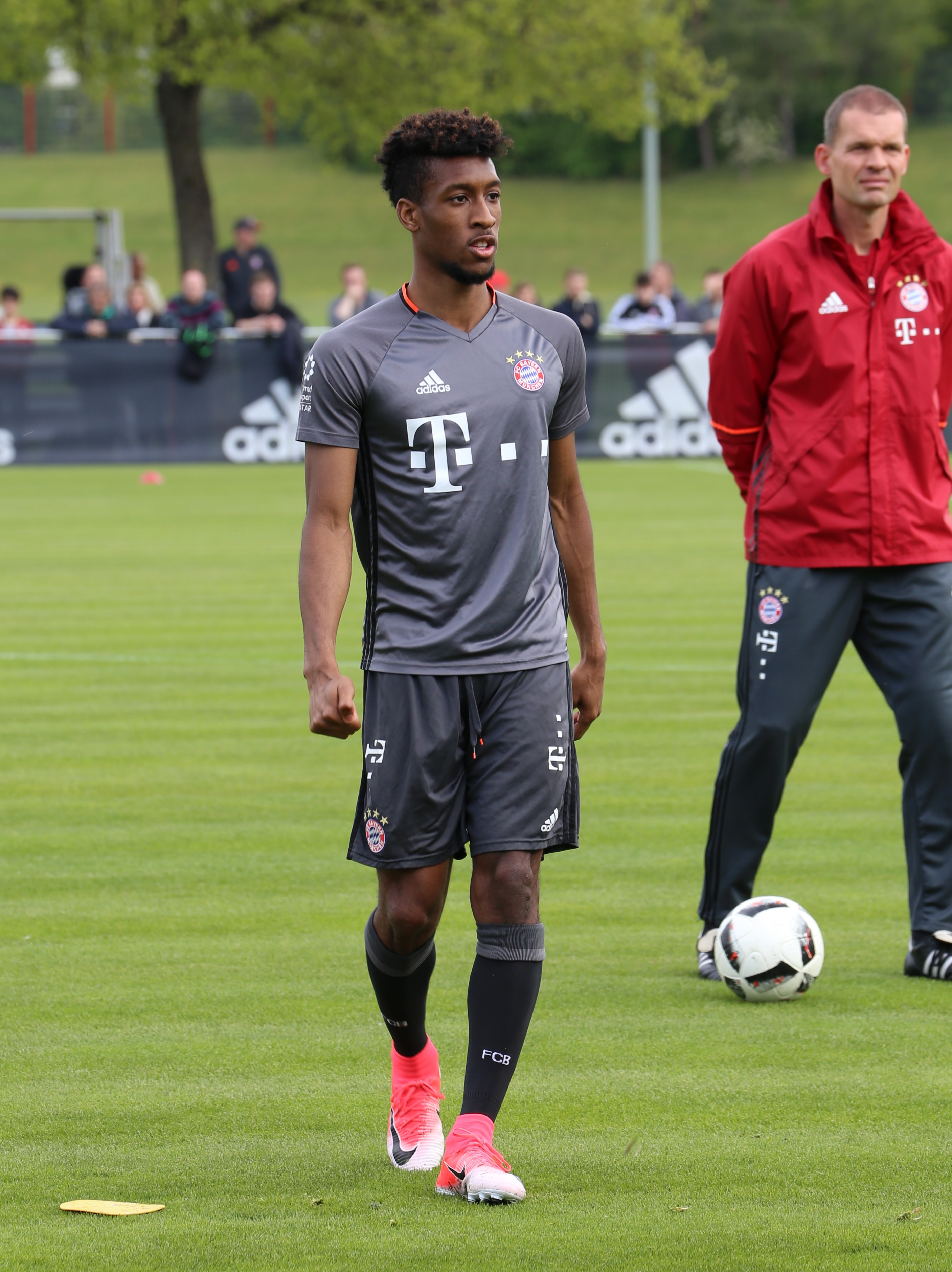
Kingsley Coman in allenamento al Bayern Monaco nel 2017

L'impatto con la realtà tedesca è inizialmente migliore dei precedenti, tanto che Coman, anche sfruttando le assenze di compagni di reparto quali Götze, Robben e Ribéry, nella prima parte di stagione si guadagna un proprio spazio nell'organico dei bavaresi, anche godendo della fiducia del tecnico Josep Guardiola; nel corso dell'annata trova anche il gol contro la sua ex squadra bianconera, nella vittoriosa gara di ritorno degli ottavi di UEFA Champions League. Chiude la sua prima stagione in Germania con la conquista del suo secondo double nazionale consecutivo.
È invece negativa la seconda annata ai Roten, col giocatore scavalcato nelle gerarchie del nuovo allenatore Carlo Ancelotti; ciò nonostante vince il suo secondo titolo tedesco, e il 27 aprile 2017 il Bayern Monaco esercita l'opzione di acquisto a titolo definitivo del giocatore.
Nelle tre annate successive vince altrettanti campionati, diventando gradualmente un elemento sempre più importante nell'economia della squadra, nonostante alcuni seri infortuni che non cessano di frenarne l'impiego con continuità; in particolare nel 2018, reduce dall'ennesimo stop fisico della sua pur giovane carriera, arriva a paventare il possibile ritiro dall'attività agonistica. Da qui in avanti, al contrario, la situazione fisica di Coman va parzialmente a migliorare, fino ad arrivare alla stagione 2019-2020 in cui mette il sigillo al treble bavarese, assurgendo a match winner della finale di UEFA Champions League vinta a Lisbona contro la sua ex squadra del Paris Saint-Germain.
Dopo la vittoria europea rimane centrale nelle dinamiche della squadra bavarese, ciò nonostante il suo fisico non smette di riservargli problemi: nel settembre 2021 deve sottoporsi a un'operazione al cuore per risolvere un'aritmia cardiaca.

#### Al-Nassr
Dopo dieci anni di militanza a Monaco di Baviera, il 15 agosto 2025 lascia il calcio europeo e si trasferisce all'Al-Nassr, militante nella Lega saudita professionistica.

### Nazionale
Il 2 giugno 2014, all'età di diciassette anni, esordisce con la Francia under 21 nell'amichevole vinta per 6-0 contro i pari età di Singapore, realizzando anche una rete.
Esordisce con la nazionale maggiore il 13 novembre 2015, nell'amichevole di Saint-Denis contro la Germania, nella sera degli attentati di Parigi che coinvolgono anche lo Stade de France, sede della gara. Il 12 maggio 2016 viene convocato dal commissario tecnico Didier Deschamps per il campionato d'Europa 2016 giocato in casa. Per via di un infortunio alla caviglia non ha potuto prendere parte al campionato del mondo 2018 poi vinto dalla nazionale francese.
Convocato per il campionato del mondo 2022, pur non rientrando nell'undici titolare di Deschamps ha comunque modo di scendere in campo in sei occasioni nel corso della manifestazione, saltando unicamente la semifinale, vinta dai transalpini 2-0 sul Marocco; il 18 dicembre seguente, subentra a Ousmane Dembélé al 40' della finale contro l'Argentina, persa ai tiri di rigore, epilogo nel quale Coman fallisce il suo tentativo dal dischetto.

## Statistiche

### Presenze e reti nei club
Statistiche aggiornate al 15 agosto 2025.
| Stagione                   | Squadra                    | Campionato                 | Campionato | Campionato | Coppe nazionali | Coppe nazionali | Coppe nazionali | Coppe continentali | Coppe continentali | Coppe continentali | Altre coppe | Altre coppe | Altre coppe | Totale | Totale |
| Stagione                   | Squadra                    | Comp                       | Pres       | Reti       | Comp            | Pres            | Reti            | Comp               | Pres               | Reti               | Comp        | Pres        | Reti        | Pres   | Reti   |
| -------------------------- | -------------------------- | -------------------------- | ---------- | ---------- | --------------- | --------------- | --------------- | ------------------ | ------------------ | ------------------ | ----------- | ----------- | ----------- | ------ | ------ |
| 2012-2013                  | Paris Saint-Germain        | L1                         | 1          | 0          | CF+CdL          | 0               | 0               | UCL                | -                  | -                  | -           | -           | -           | 1      | 0      |
| 2013-2014                  | Paris Saint-Germain        | L1                         | 2          | 0          | CF+CdL          | 0               | 0               | UCL                | 0                  | 0                  | SF          | 1           | 0           | 3      | 0      |
| Totale Paris Saint-Germain | Totale Paris Saint-Germain | Totale Paris Saint-Germain | 3          | 0          |                 | 0               | 0               |                    | 0                  | 0                  |             | 1           | 0           | 4      | 0      |
| 2014-2015                  | Juventus                   | A                          | 14         | 0          | CI              | 4               | 1               | UCL                | 2                  | 0                  | SI          | 0           | 0           | 20     | 1      |
| lug.-ago. 2015             | Juventus                   | A                          | 1          | 0          | CI              | -               | -               | UCL                | -                  | -                  | SI          | 1           | 0           | 2      | 0      |
| Totale Juventus            | Totale Juventus            | Totale Juventus            | 15         | 0          |                 | 4               | 1               |                    | 2                  | 0                  |             | 1           | 0           | 22     | 1      |
| ago. 2015-2016             | Bayern Monaco              | BL                         | 23         | 4          | CG              | 4               | 0               | UCL                | 8                  | 2                  | SG          | -           | -           | 35     | 6      |
| 2016-2017                  | Bayern Monaco              | BL                         | 19         | 2          | CG              | 3               | 0               | UCL                | 2                  | 0                  | SG          | 1           | 0           | 25     | 2      |
| 2017-2018                  | Bayern Monaco              | BL                         | 21         | 3          | CG              | 5               | 2               | UCL                | 6                  | 2                  | SG          | 1           | 0           | 33     | 7      |
| 2018-2019                  | Bayern Monaco              | BL                         | 21         | 6          | CG              | 5               | 2               | UCL                | 3                  | 1                  | SG          | 1           | 1           | 30     | 10     |
| 2019-2020                  | Bayern Monaco              | BL                         | 24         | 4          | CG              | 4               | 1               | UCL                | 9                  | 3                  | SG          | 1           | 0           | 38     | 8      |
| 2020-2021                  | Bayern Monaco              | BL                         | 29         | 5          | CG              | -               | -               | UCL                | 7                  | 3                  | SG+SU+Cmc   | 1+0+2       | 0           | 39     | 8      |
| 2021-2022                  | Bayern Monaco              | BL                         | 21         | 6          | CG              | 1               | 0               | UCL                | 9                  | 2                  | SG          | 1           | 0           | 32     | 8      |
| 2022-2023                  | Bayern Monaco              | BL                         | 24         | 8          | CG              | 3               | 0               | UCL                | 7                  | 1                  | SG          | 1           | 0           | 35     | 9      |
| 2023-2024                  | Bayern Monaco              | BL                         | 17         | 3          | CG              | 2               | 0               | UCL                | 7                  | 2                  | SG          | 1           | 0           | 27     | 5      |
| 2024-2025                  | Bayern Monaco              | BL                         | 28         | 5          | CG              | 2               | 1               | UCL                | 11                 | 1                  | Cmc         | 4           | 2           | 45     | 9      |
| Totale Bayern Monaco       | Totale Bayern Monaco       | Totale Bayern Monaco       | 227        | 46         |                 | 29              | 6               |                    | 69                 | 17                 |             | 14          | 3           | 339    | 72     |
| 2025-2026                  | Al-Nassr                   | SPL                        | -          | -          | KC              | -               | -               | ACL                | -                  | -                  | SS          | -           | -           | -      | -      |
| Totale carriera            | Totale carriera            | Totale carriera            | 245        | 46         |                 | 33              | 7               |                    | 71                 | 17                 |             | 16          | 3           | 365    | 73     |

### Cronologia presenze e reti in nazionale
| Cronologia completa delle presenze e delle reti in nazionale ― Francia | Cronologia completa delle presenze e delle reti in nazionale ― Francia | Cronologia completa delle presenze e delle reti in nazionale ― Francia | Cronologia completa delle presenze e delle reti in nazionale ― Francia | Cronologia completa delle presenze e delle reti in nazionale ― Francia | Cronologia completa delle presenze e delle reti in nazionale ― Francia | Cronologia completa delle presenze e delle reti in nazionale ― Francia | Cronologia completa delle presenze e delle reti in nazionale ― Francia |
| Data                                                                   | Città                                                                  | In casa                                                                | Risultato                                                              | Ospiti                                                                 | Competizione                                                           | Reti                                                                   | Note                                                                   |
| ---------------------------------------------------------------------- | ---------------------------------------------------------------------- | ---------------------------------------------------------------------- | ---------------------------------------------------------------------- | ---------------------------------------------------------------------- | ---------------------------------------------------------------------- | ---------------------------------------------------------------------- | ---------------------------------------------------------------------- |
| 13-11-2015                                                             | Saint-Denis                                                            | Francia                                                                | 2 – 0                                                                  | Germania                                                               | Amichevole                                                             | -                                                                      | 69’                                                                    |
| 17-11-2015                                                             | Londra                                                                 | Inghilterra                                                            | 2 – 0                                                                  | Francia                                                                | Amichevole                                                             | -                                                                      | 46’                                                                    |
| 29-3-2016                                                              | Saint-Denis                                                            | Francia                                                                | 4 – 2                                                                  | Russia                                                                 | Amichevole                                                             | 1                                                                      | 46’                                                                    |
| 30-5-2016                                                              | Nantes                                                                 | Francia                                                                | 3 – 2                                                                  | Camerun                                                                | Amichevole                                                             | -                                                                      | 76’                                                                    |
| 4-6-2016                                                               | Longeville-lès-Metz                                                    | Francia                                                                | 3 – 0                                                                  | Scozia                                                                 | Amichevole                                                             | -                                                                      | 46’                                                                    |
| 10-6-2016                                                              | Saint-Denis                                                            | Francia                                                                | 2 – 1                                                                  | Romania                                                                | Euro 2016 - 1º turno                                                   | -                                                                      | 66’                                                                    |
| 15-6-2016                                                              | Marsiglia                                                              | Francia                                                                | 2 – 0                                                                  | Albania                                                                | Euro 2016 - 1º turno                                                   | -                                                                      | 68’                                                                    |
| 19-6-2016                                                              | Lilla                                                                  | Svizzera                                                               | 0 – 0                                                                  | Francia                                                                | Euro 2016 - 1º turno                                                   | -                                                                      | 63’                                                                    |
| 26-6-2016                                                              | Lione                                                                  | Francia                                                                | 2 – 1                                                                  | Irlanda                                                                | Euro 2016 - Ottavi di finale                                           | -                                                                      | 46’ 90+3’                                                              |
| 3-7-2016                                                               | Saint-Denis                                                            | Francia                                                                | 5 – 2                                                                  | Islanda                                                                | Euro 2016 - Quarti di finale                                           | -                                                                      | 80’                                                                    |
| 10-7-2016                                                              | Saint-Denis                                                            | Portogallo                                                             | 1 – 0 dts                                                              | Francia                                                                | Euro 2016 - Finale                                                     | -                                                                      | 58’                                                                    |
| 31-8-2017                                                              | Saint-Denis                                                            | Francia                                                                | 4 – 0                                                                  | Paesi Bassi                                                            | Qual. Mondiali 2018                                                    | -                                                                      | 80’                                                                    |
| 3-9-2017                                                               | Tolosa                                                                 | Francia                                                                | 0 – 0                                                                  | Lussemburgo                                                            | Qual. Mondiali 2018                                                    | -                                                                      | 59’                                                                    |
| 10-10-2017                                                             | Saint-Denis                                                            | Francia                                                                | 2 – 1                                                                  | Bielorussia                                                            | Qual. Mondiali 2018                                                    | -                                                                      | 61’                                                                    |
| 10-11-2017                                                             | Saint-Denis                                                            | Francia                                                                | 2 – 0                                                                  | Galles                                                                 | Amichevole                                                             | -                                                                      | 73’                                                                    |
| 4-6-2019                                                               | Nantes                                                                 | Francia                                                                | 2 – 0                                                                  | Bolivia                                                                | Amichevole                                                             | -                                                                      | 66’                                                                    |
| 8-6-2019                                                               | Konya                                                                  | Turchia                                                                | 2 – 0                                                                  | Francia                                                                | Qual. Euro 2020                                                        | -                                                                      | 46’ 86’                                                                |
| 7-9-2019                                                               | Saint-Denis                                                            | Francia                                                                | 4 – 1                                                                  | Albania                                                                | Qual. Euro 2020                                                        | 2                                                                      | 77’                                                                    |
| 10-9-2019                                                              | Saint-Denis                                                            | Francia                                                                | 3 – 0                                                                  | Andorra                                                                | Qual. Euro 2020                                                        | 1                                                                      | 85’                                                                    |
| 11-10-2019                                                             | Reykjavík                                                              | Islanda                                                                | 0 – 1                                                                  | Francia                                                                | Qual. Euro 2020                                                        | -                                                                      | 88’                                                                    |
| 14-10-2019                                                             | Saint-Denis                                                            | Francia                                                                | 1 – 1                                                                  | Turchia                                                                | Qual. Euro 2020                                                        | -                                                                      | 87’                                                                    |
| 14-11-2019                                                             | Saint-Denis                                                            | Francia                                                                | 2 – 1                                                                  | Moldavia                                                               | Qual. Euro 2020                                                        | -                                                                      | 88’                                                                    |
| 11-10-2020                                                             | Saint-Denis                                                            | Francia                                                                | 0 – 0                                                                  | Portogallo                                                             | UEFA Nations League 2020-2021 - 1º turno                               | -                                                                      | 84’                                                                    |
| 14-10-2020                                                             | Zagabria                                                               | Croazia                                                                | 1 – 2                                                                  | Francia                                                                | UEFA Nations League 2020-2021 - 1º turno                               | -                                                                      | 62’                                                                    |
| 14-11-2020                                                             | Lisbona                                                                | Portogallo                                                             | 0 – 1                                                                  | Francia                                                                | UEFA Nations League 2020-2021 - 1º turno                               | -                                                                      | 59’                                                                    |
| 17-11-2020                                                             | Saint-Denis                                                            | Francia                                                                | 4 – 2                                                                  | Svezia                                                                 | UEFA Nations League 2020-2021 - 1º turno                               | 1                                                                      | 84’                                                                    |
| 24-3-2021                                                              | Saint-Denis                                                            | Francia                                                                | 1 – 1                                                                  | Ucraina                                                                | Qual. Mondiali 2022                                                    | -                                                                      | 63’                                                                    |
| 28-3-2021                                                              | Astana                                                                 | Kazakistan                                                             | 0 – 2                                                                  | Francia                                                                | Qual. Mondiali 2022                                                    | -                                                                      | 90’                                                                    |
| 31-3-2021                                                              | Sarajevo                                                               | Bosnia ed Erzegovina                                                   | 0 – 1                                                                  | Francia                                                                | Qual. Mondiali 2022                                                    | -                                                                      | 59’                                                                    |
| 2-6-2021                                                               | Nizza                                                                  | Francia                                                                | 3 – 0                                                                  | Galles                                                                 | Amichevole                                                             | -                                                                      | 63’                                                                    |
| 23-6-2021                                                              | Budapest                                                               | Portogallo                                                             | 2 – 2                                                                  | Francia                                                                | Euro 2020 - 1º turno                                                   | -                                                                      | 66’                                                                    |
| 28-6-2021                                                              | Bucarest                                                               | Francia                                                                | 3 – 3 dts (4 – 5 dtr)                                                  | Svizzera                                                               | Euro 2020 - Ottavi di finale                                           | -                                                                      | 46’ 88’ 111’                                                           |
| 1-9-2021                                                               | Saint-Denis                                                            | Francia                                                                | 1 – 1                                                                  | Bosnia ed Erzegovina                                                   | Qual. Mondiali 2022                                                    | -                                                                      | 76’                                                                    |
| 4-9-2021                                                               | Kiev                                                                   | Ucraina                                                                | 1 – 1                                                                  | Francia                                                                | Qual. Mondiali 2022                                                    | -                                                                      | 64’                                                                    |
| 13-11-2021                                                             | Parigi                                                                 | Francia                                                                | 8 – 0                                                                  | Kazakistan                                                             | Qual. Mondiali 2022                                                    | -                                                                      | 79’                                                                    |
| 16-11-2021                                                             | Helsinki                                                               | Finlandia                                                              | 0 – 2                                                                  | Francia                                                                | Qual. Mondiali 2022                                                    | -                                                                      | 57’                                                                    |
| 25-3-2022                                                              | Marsiglia                                                              | Francia                                                                | 2 – 1                                                                  | Costa d'Avorio                                                         | Amichevole                                                             | -                                                                      | 89’                                                                    |
| 3-6-2022                                                               | Saint-Denis                                                            | Francia                                                                | 1 – 2                                                                  | Danimarca                                                              | UEFA Nations League 2022-2023 - 1º turno                               | -                                                                      | 90+2’                                                                  |
| 10-6-2022                                                              | Vienna                                                                 | Austria                                                                | 1 – 1                                                                  | Francia                                                                | UEFA Nations League 2022-2023 - 1º turno                               | -                                                                      | 79’                                                                    |
| 13-6-2022                                                              | Saint-Denis                                                            | Francia                                                                | 0 – 1                                                                  | Croazia                                                                | UEFA Nations League 2022-2023 - 1º turno                               | -                                                                      | 72’                                                                    |
| 22-11-2022                                                             | Al Wakrah                                                              | Francia                                                                | 4 – 1                                                                  | Australia                                                              | Mondiali 2022 - 1º turno                                               | -                                                                      | 77’                                                                    |
| 26-11-2022                                                             | Doha                                                                   | Francia                                                                | 2 – 1                                                                  | Danimarca                                                              | Mondiali 2022 - 1º turno                                               | -                                                                      | 75’                                                                    |
| 30-11-2022                                                             | Al Rayyan                                                              | Tunisia                                                                | 1 – 0                                                                  | Francia                                                                | Mondiali 2022 - 1º turno                                               | -                                                                      | 63’                                                                    |
| 4-12-2022                                                              | Doha                                                                   | Francia                                                                | 3 – 1                                                                  | Polonia                                                                | Mondiali 2022 - Ottavi di finale                                       | -                                                                      | 76’                                                                    |
| 10-12-2022                                                             | Al Khor                                                                | Inghilterra                                                            | 1 – 2                                                                  | Francia                                                                | Mondiali 2022 - Quarti di finale                                       | -                                                                      | 79’                                                                    |
| 18-12-2022                                                             | Lusail                                                                 | Argentina                                                              | 3 – 3 dts (4 – 2 dtr)                                                  | Francia                                                                | Mondiali 2022 - Finale                                                 | -                                                                      | 71’                                                                    |
| 24-3-2023                                                              | Saint-Denis                                                            | Francia                                                                | 4 – 0                                                                  | Paesi Bassi                                                            | Qual. Euro 2024                                                        | -                                                                      | 67’                                                                    |
| 16-6-2023                                                              | Faro                                                                   | Gibilterra                                                             | 0 – 3                                                                  | Francia                                                                | Qual. Euro 2024                                                        | -                                                                      | 65’                                                                    |
| 19-6-2023                                                              | Saint-Denis                                                            | Francia                                                                | 1 – 0                                                                  | Grecia                                                                 | Qual. Euro 2024                                                        | -                                                                      | 77’                                                                    |
| 7-9-2023                                                               | Parigi                                                                 | Francia                                                                | 2 – 0                                                                  | Irlanda                                                                | Qual. Euro 2024                                                        | -                                                                      | 73’                                                                    |
| 12-9-2023                                                              | Dortmund                                                               | Germania                                                               | 2 – 1                                                                  | Francia                                                                | Amichevole                                                             | -                                                                      | 64’                                                                    |
| 13-10-2023                                                             | Eindhoven                                                              | Paesi Bassi                                                            | 1 – 2                                                                  | Francia                                                                | Qual. Euro 2024                                                        | -                                                                      | 71’                                                                    |
| 17-10-2023                                                             | Villeneuve d'Ascq                                                      | Francia                                                                | 4 – 1                                                                  | Scozia                                                                 | Amichevole                                                             | 1                                                                      | 64’                                                                    |
| 18-11-2023                                                             | Nizza                                                                  | Francia                                                                | 14 – 0                                                                 | Gibilterra                                                             | Qual. Euro 2024                                                        | 2                                                                      | 66’                                                                    |
| 21-11-2023                                                             | Atene                                                                  | Grecia                                                                 | 2 – 2                                                                  | Francia                                                                | Qual. Euro 2024                                                        | -                                                                      | 65’                                                                    |
| 9-6-2024                                                               | Bordeaux                                                               | Francia                                                                | 0 – 0                                                                  | Canada                                                                 | Amichevole                                                             | -                                                                      | 74’                                                                    |
| 21-6-2024                                                              | Lipsia                                                                 | Paesi Bassi                                                            | 0 – 0                                                                  | Francia                                                                | Euro 2024 - 1º turno                                                   | -                                                                      | 75’                                                                    |
| 14-11-2024                                                             | Saint-Denis                                                            | Francia                                                                | 0 – 0                                                                  | Israele                                                                | UEFA Nations League 2024-2025 - 1º turno                               | -                                                                      | 70’                                                                    |
| Totale                                                                 |                                                                        | Presenze                                                               | 58                                                                     |                                                                        | Reti                                                                   | 8                                                                      |                                                                        |

| Cronologia completa delle presenze e delle reti in nazionale ― Francia under 21 | Cronologia completa delle presenze e delle reti in nazionale ― Francia under 21 | Cronologia completa delle presenze e delle reti in nazionale ― Francia under 21 | Cronologia completa delle presenze e delle reti in nazionale ― Francia under 21 | Cronologia completa delle presenze e delle reti in nazionale ― Francia under 21 | Cronologia completa delle presenze e delle reti in nazionale ― Francia under 21 | Cronologia completa delle presenze e delle reti in nazionale ― Francia under 21 | Cronologia completa delle presenze e delle reti in nazionale ― Francia under 21 |
| Data                                                                            | Città                                                                           | In casa                                                                         | Risultato                                                                       | Ospiti                                                                          | Competizione                                                                    | Reti                                                                            | Note                                                                            |
| ------------------------------------------------------------------------------- | ------------------------------------------------------------------------------- | ------------------------------------------------------------------------------- | ------------------------------------------------------------------------------- | ------------------------------------------------------------------------------- | ------------------------------------------------------------------------------- | ------------------------------------------------------------------------------- | ------------------------------------------------------------------------------- |
| 2-6-2014                                                                        | Saint-Pierre                                                                    | Francia under 21                                                                | 6 – 0                                                                           | Singapore under 21                                                              | Amichevole                                                                      | 1                                                                               |                                                                                 |
| 4-9-2014                                                                        | Astana                                                                          | Kazakistan under 21                                                             | 1 – 5                                                                           | Francia under 21                                                                | Qual. Europeo Under-21 2015                                                     | -                                                                               | 81’                                                                             |
| 10-10-2014                                                                      | Le Mans                                                                         | Francia under 21                                                                | 2 – 0                                                                           | Svezia under 21                                                                 | Qual. Europeo Under-21 2015                                                     | -                                                                               | 61’                                                                             |
| 14-10-2014                                                                      | Halmstad                                                                        | Svezia under 21                                                                 | 4 – 1                                                                           | Francia under 21                                                                | Qual. Europeo Under-21 2015                                                     | -                                                                               | 65’                                                                             |
| 13-11-2014                                                                      | La Spezia                                                                       | Italia under 20                                                                 | 1 – 1                                                                           | Francia under 21                                                                | Amichevole                                                                      | -                                                                               |                                                                                 |
| 17-11-2014                                                                      | Brest                                                                           | Francia under 21                                                                | 3 – 2                                                                           | Inghilterra under 21                                                            | Amichevole                                                                      | 1                                                                               | 64’                                                                             |
| 5-9-2015                                                                        | Kópavogur                                                                       | Islanda under 21                                                                | 3 – 2                                                                           | Francia under 21                                                                | Qual. Europeo Under-21 2017                                                     | -                                                                               |                                                                                 |
| 8-9-2015                                                                        | Le Mans                                                                         | Francia under 20                                                                | 2 – 1                                                                           | Brasile under 21                                                                | Amichevole                                                                      | -                                                                               | 84’                                                                             |
| 10-10-2015                                                                      | Aberdeen                                                                        | Scozia under 21                                                                 | 1 – 2                                                                           | Francia under 21                                                                | Qual. Europeo Under-21 2017                                                     | -                                                                               | 23’                                                                             |
| Totale                                                                          |                                                                                 | Presenze                                                                        | 9                                                                               |                                                                                 | Reti                                                                            | 2                                                                               |                                                                                 |

| Cronologia completa delle presenze e delle reti in nazionale ― Francia under 19 | Cronologia completa delle presenze e delle reti in nazionale ― Francia under 19 | Cronologia completa delle presenze e delle reti in nazionale ― Francia under 19 | Cronologia completa delle presenze e delle reti in nazionale ― Francia under 19 | Cronologia completa delle presenze e delle reti in nazionale ― Francia under 19 | Cronologia completa delle presenze e delle reti in nazionale ― Francia under 19 | Cronologia completa delle presenze e delle reti in nazionale ― Francia under 19 | Cronologia completa delle presenze e delle reti in nazionale ― Francia under 19 |
| Data                                                                            | Città                                                                           | In casa                                                                         | Risultato                                                                       | Ospiti                                                                          | Competizione                                                                    | Reti                                                                            | Note                                                                            |
| ------------------------------------------------------------------------------- | ------------------------------------------------------------------------------- | ------------------------------------------------------------------------------- | ------------------------------------------------------------------------------- | ------------------------------------------------------------------------------- | ------------------------------------------------------------------------------- | ------------------------------------------------------------------------------- | ------------------------------------------------------------------------------- |
| 13-11-2013                                                                      | Bayonne                                                                         | Francia under 19                                                                | 3 – 4                                                                           | Germania under 19                                                               | Amichevole                                                                      | -                                                                               |                                                                                 |
| 16-11-2013                                                                      | Saint-Jean-de-Luz                                                               | Francia under 19                                                                | 2 – 2                                                                           | Germania under 19                                                               | Amichevole                                                                      | -                                                                               | 46’                                                                             |
| 26-3-2015                                                                       | Saint-Lô                                                                        | Francia under 19                                                                | 2 – 0                                                                           | Azerbaigian under 19                                                            | Amichevole                                                                      | 2                                                                               | 27’                                                                             |
| 6-7-2015                                                                        | Katerini                                                                        | Austria under 19                                                                | 0 – 1                                                                           | Francia under 19                                                                | Europeo Under-19 2015 - 1º turno                                                | -                                                                               | 71’                                                                             |
| 9-7-2015                                                                        | Larissa                                                                         | Ucraina under 19                                                                | 1 – 3                                                                           | Francia under 19                                                                | Europeo Under-19 2015 - 1º turno                                                | -                                                                               | 40’                                                                             |
| 12-7-2015                                                                       | Katerini                                                                        | Francia under 19                                                                | 2 – 0                                                                           | Grecia under 19                                                                 | Europeo Under-19 2015 - 1º turno                                                | -                                                                               | 65’                                                                             |
| 16-7-2015                                                                       | Katerini                                                                        | Francia under 19                                                                | 0 – 2                                                                           | Spagna under 19                                                                 | Europeo Under-19 2015 - Semifinale                                              | -                                                                               |                                                                                 |
| Totale                                                                          |                                                                                 | Presenze                                                                        | 7                                                                               |                                                                                 | Reti                                                                            | 2                                                                               |                                                                                 |

## Palmarès

### Club

#### Competizioni nazionali
- Campionato francese: 2

Paris Saint-Germain: 2012-2013, 2013-2014
- Supercoppa francese: 1

Paris Saint-Germain: 2013
- Coppa di Lega francese: 1

Paris Saint-Germain: 2013-2014
- Campionato italiano: 1

Juventus: 2014-2015
- Coppa Italia: 1

Juventus: 2014-2015
- Supercoppa italiana: 1

Juventus: 2015
- Campionato tedesco: 9

Bayern Monaco: 2015-2016, 2016-2017, 2017-2018, 2018-2019, 2019-2020, 2020-2021, 2021-2022, 2022-2023, 2024-2025
- Coppa di Germania: 3

Bayern Monaco: 2015-2016, 2018-2019, 2019-2020
- Supercoppa di Germania: 6

Bayern Monaco: 2016, 2017, 2018, 2020, 2021, 2022

#### Competizioni internazionali
- UEFA Champions League: 1

Bayern Monaco: 2019-2020
- Supercoppa UEFA: 1

Bayern Monaco: 2020
- Coppa del mondo per club: 1

Bayern Monaco: 2020

### Individuale
- Miglior giocatore della finale di Champions League: 1

2020